# سالومارادا تیماکا
سالومارادا تیماکا (به هندی: ಸಾಲುಮರದ ತಿಮ್ಮಕ್ಕ)،طرفدار محیط زیست اهل ایالت‌ کارناتاکای هندوستان است.او به خاطر کاشتن 384 درخت انجیر هندی در طول بزرگراه هولیکال و کودور شناخته شده است. او به خاطر کارش جایزه شهروندان ملی هند را دریافت کرده است.